# Scarlet (roman)
Scarlet är en science fiction-roman för unga vuxna skriven av den amerikanska författaren Marissa Meyer och publicerad av bokförlaget Macmillan Publishers via Feiwel & Friends. Den gavs först ut på originalspråket engelska år 2013, och år 2015 släppte Modernista den på svenska (översatt av Ylva Spångberg). Den är uppföljaren till boken Cinder och därmed den andra delen i bokserien Månkrönikan. Boken är löst baserat på sagan om Rödluvan, men gör en ny tappning i en futuristisk värld där bland annat androider och lunarer (människor som bor på månen) existerar.

## Handling
Scarlet Benoit, bokens ena huvudkaraktär, letar efter sin mormor som hon tror har blivit kidnappad, och lär känna en man under kodnamnet Wolf. Tillsammans beger de sig iväg för att hitta farmodern. Samtidigt slår sig Cinder, bokens andra huvudkaraktär som även var i centrum i den föregående boken i serien, ihop med Carswell Thorne, en annan fånge på Nya Peking-fängelset (där Cinder blev inlåst i slutet av den förra boken), och flyr. Prins Kaito, eller Kai som han också kallas, försöker motstå försöken till påtvingat frieri från måndrottningen Levana. Efter brutala attacker världen över, utförda av soldater som är hälften varg och hälften människa, tvingas Kai gå med på giftermålet, och Cinder, Thorne, Scarlet och Wolf flyr tillsammans från jorden.

## Karaktärer
- Scarlet Benoit: ung tjej från Frankrike som bor på en farm tillsammans med sin farmor. Hon har krulligt rött hår, många fräknar och tenderar enligt författaren att vara rätt så rakt på sak och att agera först och tänka sen. Boken är namngiven efter henne eftersom hon är en av huvudkaraktärerna och många av kapitlen är skrivna ur hennes perspektiv.[3]
- Ze'ev "Wolf" Kesley: en före detta lunarisk specialagent som brukade arbeta åt Drottning Levana. Biologiskt modifierad—hälften människa, hälften varg. Blir ofta blyg inför andra men bryr sig djupt om sina närmaste.[3][4]
- Michelle Benoit: Scarlets farmor som blir kidnappad strax innan boken börjar. Var iblandad i att föra Prinsessan Selene till Jorden och släppa in henne i samhället som en cyborg.
- Luc Benoit: Scarlets förfrämligade pappa.
- Ran Kesley: Wolfs yngre bror. En lunarisk specialagent som är lojal mot den lunariska regimen.
- Linh Cinder: bokseriens huvudkaraktär. Även känd som Prinsessan Selene. En cyborg och skicklig mekaniker som planerar att återta sin rättmätiga tron och befria Luna från Drottning Levanas välde.[3][5]
- Kejsare Kaito (Kai): det Östra Samväldets kejsare. Efter att hans far dog av letumosis blev han kejsare trots sin unga ålder. Han bryr sig mycket om sitt folk och försöker alltid att göra det som är bäst för dem.[3][6]
- Dr. Erland: arbetade förut som forskare inom letumosisvaccin för det Östra Samväldet. Är en lunar som flydde från Luna för många år sedan. Har begett sig till Afrika där han väntar på att Cinder ska starta en revolt mot Levana.
- Iko: en android som är nära vän till Cinder. Under boken har hon formen av ett chip efter att hennes kropp blev förstörd, vilket ger henne möjlighet att styra skeppet som karaktärerna använder. Hon har en starkare personlighet än de flesta androider.[3]
- Carswell Thorne: före detta kadett som flydde från fängelset tillsammans med Cinder och senare bestämde sig för att hjälpa henne. Har en självsäker personlighet och skämtar ofta, även i allvarliga situationer.[3]
- Drottning Levana (Levana Blackburn): drottning av den lunariska regimen, Luna. Vill ha makt och försöker därför gifta sig med Kejsare Kaito för att få ett grepp om Jorden. Försöker även fängsla Cinder så att hon inte kan ta hennes tron.[7]

## Relaterade artiklar
- Månkrönikan
- Marissa Meyer
- Cinder (roman)